# 素敵な相棒 〜フランクじいさんとロボットヘルパー〜
『素敵な相棒 〜フランクじいさんとロボットヘルパー〜』（すてきなあいぼう 〜フランクじいさんとロボットヘルパー〜、原題：Robot & Frank）は、2012年制作のアメリカ合衆国のSFコメディ映画。
近未来を舞台に、元宝石泥棒の老人とその介護用に付けられた超高性能ロボットとの交流をコミカルに描く。第28回サンダンス映画祭アルフレッド・P・スローン賞受賞（『聖者の谷』と共に）。

## あらすじ
近未来が舞台。高齢の元受刑者・泥棒のフランク・ウェルドは独り暮らしで、認知症が進行してきている。フランクの息子で弁護士のハンターは家族がおり、子供たちを連れずに父親の家に毎週通うことにうんざりしていたものの、父親にフルタイムの介護を付けることには躊躇っていた。そこで、フランクに決まった日課を設定したりガーデニングなどの認知能力を高める活動などをさせるために、治療的ケアを施すようにプログラムされた介護用ロボットを購入する。ロボットは自立歩行や会話が可能で、家事や持主の健康管理を完璧にこなすだけでなく、持主のやる気を引き出すようにプログラムされているのだ。
当初は自分の生活にロボットが入り込むことに警戒していたフランクだが、ロボットのお陰で彼の体調はみるみる改善していった。また、ロボットが合法的な娯楽活動と犯罪活動を区別するようにプログラムされておらず、自分が鍵を開けるのを手伝ってくれることに気付くと、新しい仲間に親しみを感じるようになる。やがてフランクは、自分の人生が一番輝いていたのは宝石泥棒をしていた頃だと思い至り、ロボットを相棒にして泥棒稼業に復帰することを思いつく。フランクは地元の図書館司書ジェニファーの気を引くために窃盗を計画する。印刷物への関心の低下を受けてコミュニティセンターに改装中の図書館からドン・キホーテの古書を盗むというものある。
一方、トルクメニスタンでの慈善事業に出張していたフランクの娘マディソンは、ロボットのことを知り、倫理的に問題があると考えたことから、それを処分するよう父親を説得するためにやって来る。フランクはロボットを手元に置いておくことを主張し、最後の強盗を行うことを計画する。そして、図書館の改修プロジェクトの責任者である裕福な若者ジェイクの家から宝石を盗み出した。警察が介入し、フランクを尋問・監視し始める。フランクは無実を主張し、ハンターが彼に会いに来るように、重病を装う。捜査手掛かりを無くすために、フランクはロボットの記憶を消去するかどうかの決断を迫られる。自分の記憶でさえ急速に衰えてきているさ中にである。
フランクは図書館に行き、ジェニファーが自分の元妻であることを知る。彼はそれを忘れてしまっていたのだ。その後、彼は家に帰り、ロボットは彼にロボットのホログラフィック・メモリーを消去するよう説得する。ロボットは、自分は実在の人間ではなく、自分の唯一の存在理由はフランクを助けることであり、そのためにはフランクが刑務所に行かなくて済むように手助けすることが最善なのだと言う。その後フランクは、認知症の進行により、フルタイムの介護施設に移る。彼の家族が訪ねてきたとき、ロボットはハンターにメモをこっそり渡し、盗んだ宝石はロボットが植えた庭のトマトの木の下に隠されていることを伝える。

## キャスト
- フランク・ウェルド：フランク・ランジェラ
- ハンター・ウェルド：ジェームズ・マースデン
- マディソン・ウェルド：リヴ・タイラー
- ジェニファー：スーザン・サランドン
- ロボットの声：ピーター・サースガード
- ジェレミー・シスト
- ジェレミー・ストロング
- キャサリン・ウォーターストン